# Мельник Сергій Миколайович (сапер)
Сергі́й Микола́йович Ме́льник — старшина Збройних сил України, учасник російсько-української війни.

## Бойовий шлях
Старший інструктор Центру розмінування ЗСУ. Брав участь у миротворчій місії ООН в Іраку, двічі — у Афганістані. Станом на травень 2015-го був у складі підрозділу, що проводив інженерну розвідку визначених регіонів, знешкоджували вибухові пристрої, знімали розтяжки. Розчищали для підрозділів маршрути боєпостачання та відходу, доводилося робити це й під обстрілом, встигаючи забігти до бліндажа.

## Нагороди
За особисту мужність, сумлінне та бездоганне служіння Українському народові, зразкове виконання військового обов'язку відзначений — нагороджений
- орденом За мужність III ступеня (3.11.2015).[1]